# تيسير شرف
تيسير شرف (1939-2001) هو فنان فلسطيني، ولد في مدينة القدس ونزح مع أهله إلى مصر بسبب نكبة عام 1948. نال البكالوريوس بإدارة الأعمال من الاسكندرية وعاد بعدها إلى القدس. كان عضو نشط في الحركة الفنية الفلسطينيه منذ 1980، وعضو مؤسس ونائب رئيس الرابطة في المجموعة الرباعية القدس للفنانين التشكيليين عام 1998.
في عام 1980 كان أول معرض له في قاعة جمعية الشابات المسيحية في القدس، وكان يعتبر أول خطوة في رحلة 26 عاماً في الفن. رحلته التي أنتجت أكثر من 500 قطعة فنية موزعة الآن في مجموعات خاصة، وصالات العرض ومراكز الفنون في فلسطين والبلدان العربية، وحول العالم. وقد قدم فنه في العديد من المعارض الشخصية والمشتركة في فلسطين والدول العربية. توفي في العاشر من أغسطس 2001.

## أسلوبه الفني
تميزت لوحاته التصويرية من خلال التراث الشعبي الفلسطيني واستلهام تجلياته التاريخية والوجودية، مستنهضاً الأمكنة والمقدسات لاسيما مدينة القدس التي تأخذ من ابتكاراته حيزاً بصرياً واسعاً وله فيها العديد من المواقف البصرية والتذكارات، وهذا ما أظهرته لوحته الملحمية «مدينة القدس».